# Metacatharsius nubiensis
Metacatharsius nubiensis là một loài bọ cánh cứng trong họ Bọ hung (Scarabaeidae).